# Ophiomyia abutilivora
Ophiomyia abutilivora este o specie de muște din genul Ophiomyia, familia Agromyzidae, descrisă de Spencer în anul 1986. Conform Catalogue of Life specia Ophiomyia abutilivora nu are subspecii cunoscute.